# Okres Paks
Okres Paks (maďarsky Paksi járás) je okres v Maďarsku v župě Tolna. Jeho správním centrem je město Paks.

## Sídla
V okrese se nachází celkem 15 měst a obcí, jimiž jsou:
- Bikács
- Bölcske
- Dunaföldvár
- Dunaszentgyörgy
- Gerjen
- Györköny
- Kajdacs
- Madocsa
- Nagydorog
- Németkér
- Paks
- Pálfa
- Pusztahencse
- Sárszentlőrinc
- Tengelic